# Glenburn (Maine)
Glenburn ist eine Town im Penobscot County des Bundesstaates Maine in den Vereinigten Staaten. Im Jahr 2020 lebten dort 4648 Einwohner in 2063 Haushalten auf einer Fläche von 75,50 km².

## Geografie
Nach dem United States Census Bureau hat Glenburn eine Gesamtfläche von 75,50 km², von denen 70,42 km² Land und 5,08 km² Wasser sind.

### Geografische Lage
Glenburn liegt im Süden des Penobscot Countys. Der Kenduskeag Stream fließt in südliche Richtung durch das Gebiet der Town, er mündet in Bangor in den Penobscot River. Im Nordosten und Osten erstreckt sich der Pushaw Lake. Die Oberfläche ist eben, ohne nennenswerte Erhebungen.

### Nachbargemeinden
Alle Entfernungen sind als Luftlinien zwischen den offiziellen Koordinaten der Orte aus der Volkszählung 2010 angegeben.
- Norden: Hudson, 11,6 km
- Nordosten: Old Town, 10,8 km
- Osten: Orono, 11,9 km
- Südosten: Bangor, 8,1 km
- Südwesten: Levant, 12,1 km
- Westen: Kenduskeag, 7,0 km

### Stadtgliederung
In Glenburn gibt es mehrere Siedlungsgebiete: Beechwood, Cedar Breeze, Dufour Landing, Glenburn Center, Lakeside Landing, Luckey Landing, Sandy Beach, South Dutton und West Glenburn.

### Klima
Die mittlere Durchschnittstemperatur in Glenburn liegt zwischen −7,8 °C (18 °F) im Januar und 20,6 °C (69 °F) im Juli. Damit ist der Ort gegenüber dem langjährigen Mittel der USA um etwa 9 Grad kühler. Die Schneefälle zwischen Oktober und Mai liegen mit bis zu zweieinhalb Metern mehr als doppelt so hoch wie die mittlere Schneehöhe in den USA; die tägliche Sonnenscheindauer liegt am unteren Rand des Wertespektrums der USA.

## Geschichte
Die Besiedlung im Gebiet von Glenburn startete im Jahr 1806. Das Gebiet wurde zunächst als Township No. 1, Third Range North of Waldo Patent (T1 R3 NWP) bezeichnet. Als Town wurde es am 29. Januar 1822 unter dem Namen Dutton organisiert. Benannt wurde es nach Samuel E. Dutton, einem Anwalt aus Bangor, der großes Interesse an dem Gebiet hatte. Er wurde später Richter am Nachlassgericht und war der Gründer des Bangor Theological Seminary. Umbenannt in Glenburn wurde die Town am 18. März 1837.

### Einwohnerentwicklung
| Volkszählungsergebnisse – Town of Glenburn, Maine | Volkszählungsergebnisse – Town of Glenburn, Maine | Volkszählungsergebnisse – Town of Glenburn, Maine | Volkszählungsergebnisse – Town of Glenburn, Maine | Volkszählungsergebnisse – Town of Glenburn, Maine | Volkszählungsergebnisse – Town of Glenburn, Maine | Volkszählungsergebnisse – Town of Glenburn, Maine | Volkszählungsergebnisse – Town of Glenburn, Maine | Volkszählungsergebnisse – Town of Glenburn, Maine | Volkszählungsergebnisse – Town of Glenburn, Maine | Volkszählungsergebnisse – Town of Glenburn, Maine |
| Jahr                                              | 1800                                              | 1810                                              | 1820                                              | 1830                                              | 1840                                              | 1850                                              | 1860                                              | 1870                                              | 1880                                              | 1890                                              |
| ------------------------------------------------- | ------------------------------------------------- | ------------------------------------------------- | ------------------------------------------------- | ------------------------------------------------- | ------------------------------------------------- | ------------------------------------------------- | ------------------------------------------------- | ------------------------------------------------- | ------------------------------------------------- | ------------------------------------------------- |
| Einwohner                                         |                                                   |                                                   |                                                   | 443                                               | 664                                               | 905                                               | 741                                               | 720                                               | 655                                               | 583                                               |
| Jahr                                              | 1900                                              | 1910                                              | 1920                                              | 1930                                              | 1940                                              | 1950                                              | 1960                                              | 1970                                              | 1980                                              | 1990                                              |
| Einwohner                                         | 461                                               | 457                                               | 377                                               | 357                                               | 500                                               | 694                                               | 965                                               | 1196                                              | 2319                                              | 3198                                              |
| Jahr                                              | 2000                                              | 2010                                              | 2020                                              | 2030                                              | 2040                                              | 2050                                              | 2060                                              | 2070                                              | 2080                                              | 2090                                              |
| Einwohner                                         | 3964                                              | 4594                                              | 4648                                              |                                                   |                                                   |                                                   |                                                   |                                                   |                                                   |                                                   |

## Wirtschaft und Infrastruktur

### Verkehr
In nordsüdlicher Richtung verläuft die Maine State Route 221 durch Glenburn und aus nordwestlicher Richtung die Main State Route 15. Sie kreuzen sich kurz hinter der Grenze von Glenburn in East Bangor.

### Öffentliche Einrichtungen
In Glenburn gibt es keine medizinischen Einrichtungen oder Krankenhäuser. Nächstgelegene Einrichtungen für die Bewohner von Glenburn befinden sich in Bangor.
Die Glenburn Library ist der Glenburn Elementary School angegliedert und befindet sich im Gebäude der Schule.

### Bildung
Für die Schulbildung in Glenburn ist das Glenburn School Department zuständig. In Glenburn befindet sich die Glenburn Elementary School, mit Schulklassen von Pre-Kindergarten bis zum 8. Schuljahr.